# Tealogía
Tealogía (θεά que significa "Diosa" y λόγος , -logía , "estudio de") se entiende generalmente como un discurso que reflexiona sobre el significado de la Diosa (Tea), en contraste con Dios (Teo). Como tal, es el estudio y la reflexión sobre la divinidad femenina (diosa madre, de la fertilidad, Reina del cielo, etc.) desde una perspectiva feminista.

La Tealogía se distingue de la teología feminista, que es el estudio de Dios desde una perspectiva feminista, aunque ambos campos pueden ser vistos tanto relacionados como interdependientes. El término "Tealogía" fue acuñado por Naomi Goldenberg en 1979.

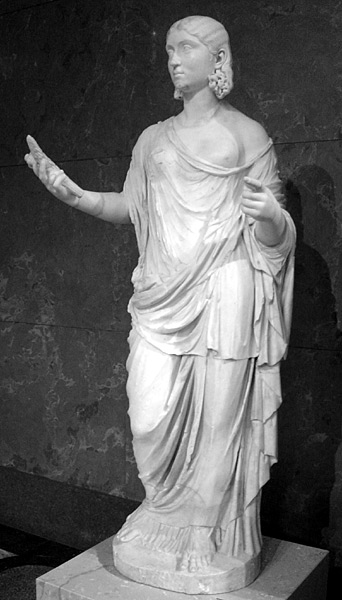
Escultura de Ceres, diosa griega de la agricultura.